# Spintherobolus papilliferus
Spintherobolus papilliferus es una especie de peces de la familia Characidae en el orden de los Characiformes.

## Morfología
Los machos pueden llegar alcanzar los 6,1 cm de longitud total y las hembras 6,08.
- Número de  vértebras: 35-36.[1]

## Hábitat
Vive en zonas de clima tropical.

## Distribución geográfica
Se encuentran en Sudamérica:  cuenca del río Tietê en Brasil.